# Gulella antelmeana
Шаблон:Таксокутија животиња
Gulella antelmeana је врста малог копненог плућног пужа из породице Streptaxidae. То је ендемска врста која се налази само на Маурицијусу. 

## Статус заштите
Ова врста је класификована као критично угрожена (CR) према IUCN црвеној листи због губитка природног станишта.

## Станиште
Gulella antelmeana живи у тропским и суптропским шумама. Уништавање шумског екосистема услед људских активности довело је до смањења популације ове врсте.